# Elizabeth Monroe
 (mai 2014).
Si vous disposez d'ouvrages ou d'articles de référence ou si vous connaissez des sites web de qualité traitant du thème abordé ici, merci de compléter l'article en donnant les références utiles à sa vérifiabilité et en les liant à la section « Notes et références ».
Pour les articles homonymes, voir Monroe.
Elizabeth Kortright Monroe, née le 30 juin 1768 et décédée le 23 septembre 1830, est la Première dame des États-Unis de 1817 à 1825, en tant qu'épouse de James Monroe, le cinquième président des États-Unis, qui officie pendant deux mandats. En raison de l’état de santé fragile d’Elizabeth, de nombreuses fonctions d’hôtesse de la Maison-Blanche ont été assumées par sa fille aînée, Eliza Monroe Hay (en).

## Biographie
Entre 1795 et 1798, elle vit dans le pavillon La Bouëxière, à Paris, pendant le mandat d'ambassadeur en France de son mari.

### Première dame des États-Unis
Elizabeth Monroe devient Première dame le 4 mars 1817, lorsque son mari commence son premier mandat de président des États-Unis (il en est le cinquième). Son mari réélu pour un seconde fois, elle reste Première dame jusqu'au 3 mars 1825.